# Bicinicco
Bicinicco (Bicinins in friulano) è un comune italiano di 1 745 abitanti del Friuli-Venezia Giulia.

## Storia

### Simboli
Lo stemma e il gonfalone sono stati concessi con regio decreto dell'11 maggio 1936.
Il gonfalone è un drappo di azzurro.

## Monumenti e luoghi d'interesse
- Chiesa di Sant'Andrea a Gris

La chiesa fu costruita nel XV secolo ed al suo interno conserva un ciclo di affreschi con 72 scene tratte dall'Antico e dal Nuovo Testamento.
- Chiesa di San Pietro Apostolo nel capoluogo comunale

La parrocchiale di Bicinicco fu realizzata nel Settecento in stile neoclassico.
- Chiesa di San Marco Evangelista a Cuccana

La chiesa di Cuccana è comparrocchiale di quella di Gris
- Chiesa di San Giusto Martire a Felettis

La settecentesca chiesa di San Giusto è la parrocchiale di Felettis

## Società

### Evoluzione demografica
Abitanti censiti

### Lingue e dialetti
A Bicinicco, accanto alla lingua italiana, la popolazione utilizza la lingua friulana. Ai sensi della Deliberazione n. 2680 del 3 agosto 2001 della Giunta della Regione Autonoma Friuli-Venezia Giulia, il Comune è inserito nell'ambito territoriale di tutela della lingua friulana ai fini della applicazione della legge 482/99, della legge regionale 15/96 e della legge regionale 29/2007.
La lingua friulana che si parla a Bicinicco rientra fra le varianti appartenenti al friulano centro-orientale.